# Larissa França
Larissa França (* 14. April 1982 in Cachoeiro de Itapemirim; heute Larissa Maestrini) ist eine brasilianische Beachvolleyballspielerin. Mit Juliana Felisberta da Silva wurde sie 2011 Weltmeisterin und gewann 2012 die olympische Bronzemedaille. Außerdem wurde sie acht Mal World Tour Champion.

## Karriere
Larissa begann 1997 mit dem Volleyball in der Halle. Mit ihrem Verein Tuna Luso Brasileira wurde sie 2000 brasilianische Meisterin. Ein Jahr später wechselte sie zum Beachvolleyball. Bei den Vitória Open 2002 spielte sie mit Leninha ihr erstes Turnier der FIVB World Tour. Ein Bandscheibenvorfall gefährdete in diesem Jahr ihre Karriere. 2003 spielte sie mit Ana Richa bei den Rhodos Open und dem Grand Slam in Berlin. Ihr größter gemeinsamer Erfolg gelang Larissa und Ana Richa, als sie bei den Panamerikanischen Spielen 2003 in Santo Domingo die Bronzemedaille errangen. Bei der Weltmeisterschaft in Rio de Janeiro erreichten sie als Gruppendritte die erste K.-o.-Runde, in der sie dem US-Duo Jordan/Davis unterlagen.
2004 bildete Larissa ein neues Duo mit Juliana Felisberta da Silva. Ihr erstes gemeinsames Open-Turnier in Fortaleza beendeten sie auf dem dritten Rang; danach wurden sie zweimal Fünfte. Nach einem frühen Aus beim Grand Slam in Berlin und einem siebten Platz in Stavanger gelang ihnen bei den Mallorca Open im Finale gegen die Deutschen Lahme/Müsch ihr erster Turniersieg auf der World Tour. Bei den weiteren FIVB-Turnieren des Jahres wurden sie jeweils Dritte oder Fünfte. Von ihren ersten vier Open-Turnieren der Saison 2005 gewannen sie drei und wurden einmal Zweiter. Bei der WM in Berlin kamen sie ohne Satzverlust ins Endspiel, das sie gegen die US-Amerikanerinnen Kerri Walsh und Misty May-Treanor verloren. Im weiteren Verlauf der Saison verpassten sie nur bei den Espinho Open (dritter Platz) und beim Grand Slam in Klagenfurt das Endspiel. Sie gewannen die Open-Turniere in Sankt Petersburg, Montreal und Acapulco. Beim mexikanischen Turnier gelang ihnen außerdem der erste Sieg gegen ihre Dauerkontrahentinnen aus den USA. Insgesamt stellten sie mit 14 Podiumsplätzen bei 15 Turnieren und einem Preisgeld von mehr als 400.000 $ einen neuen Rekord auf; von der FIVB wurden sie als World Tour Champion und Team des Jahres ausgezeichnet. Sie dominierten auch die nationale Tour in Brasilien und setzten sich dort gegen Adriana Behar und Shelda Bede durch.
Zum Auftakt der Saison 2006 gewannen Larissa/Juliana die Modena Open. Bei den nächsten beiden Turnieren wurden sie jeweils Dritte. Danach gewannen sie sechs von neun Turnieren (Stavanger, Marseille, Sankt Petersburg, Paris, Porto Santo, Vitória) und unterlagen dreimal erst im Finale. Zum Abschluss wurden sie Vierte in Acapulco. Mit dieser Erfolgsbilanz erhielten sie erneut die Auszeichnungen als FIVB World Tour Champion und Team des Jahres und Larissa war – wie auch in den folgenden Jahren bis 2012 – beste Zuspielerin der Tour. Die Saison 2007 begannen sie mit einem vierten Platz in Sentosa und als Dritte in Seoul. Sie gewannen die nächsten beiden Open-Turniere in Warschau und Espinho und kamen beim Grand Slam in Berlin ins Finale. Bei der WM in Gstaad kamen sie mit nur einem verlorenen Satz ins Halbfinale. Dort unterlagen sie allerdings den Chinesinnen Tian Jia und Wang Jie. Das Spiel um den dritten Platz gewannen sie mit einem 18:16 im Tiebreak gegen das zweite chinesische Duo Xue Chen und Zhang Xi. Auf der World Tour siegten sie anschließend in Kristiansand, Åland und Sankt Petersburg und wurden Zweite in Klagenfurt und Fortaleza. Damit wurden sie zum dritten Mal in Folge World Tour Champion. Außerdem gewannen sie die Goldmedaille bei den Panamerikanischen Spielen in Rio de Janeiro.

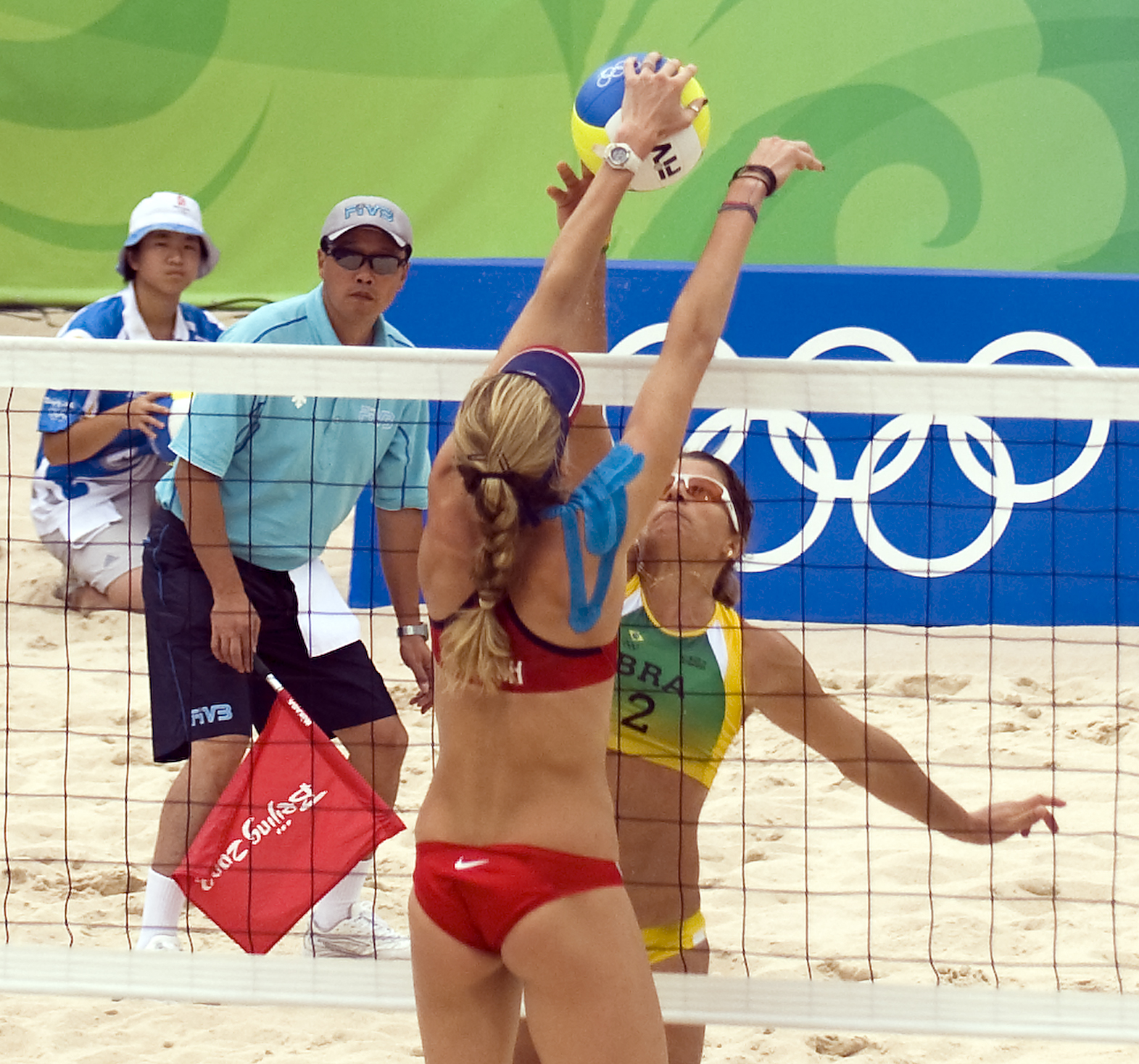
Larissa im Olympiaviertelfinale 2008 gegen Kerri Walsh

2008 setzten sie ihre Erfolgsserie mit Turniersiegen in Adelaide und Osaka fort. Außerdem standen sie im Finale von Shanghai und wurden auch bei fast allen anderen Turnieren mindestens Fünfte; lediglich beim Grand Slam in Paris schieden sie früh aus, weil Juliana sich einen Kreuzbandriss zuzog. Deswegen konnte das Duo nicht gemeinsam bei den Olympischen Spielen in Peking antreten. Larissa spielte dort mit Ana Paula; als Gruppenzweite erreichten Larissa und Ana Paula das Viertelfinale, in dem sie auf Walsh/May-Treanor trafen und ausschieden. Zum Jahresabschluss gewann Larissa mit Vivian Cunha die Guarujá Open. 2009 spielten Larissa/Juliana wieder zusammen und gewannen gleich die ersten beiden Turniere in Brasília und Osaka. Bei der WM in Stavanger gaben sie erst im Halbfinale gegen ihre nationalen Konkurrentinnen Talita/Antonelli einen Satz ab. Im Endspiel mussten sie sich dann dem US-Duo Ross/Kessy geschlagen geben. Auf der World Tour 2009 verpassten sie nach der WM nur noch in Marseille (17. Platz) und Kristiansand (Dritter) das Finale und feierten dabei sechs weitere Turniersiege. Damit wurden sie erneut World Tour Champion.
Zu Beginn der World Tour 2010 gewannen Larissa/Juliana das Finale der Brasília Open gegen die Deutschen Goller/Ludwig. Das Endspiel in Shanghai verloren sie gegen die Weltmeisterinnen Kessy/Ross und in Rom mussten sie sich im Viertelfinale Talita/Antonelli geschlagen geben. In Seoul gelang ihnen der nächste Turniersieg und in Moskau wurden sie Dritte. Die nächsten siegreichen Endspiele gab es in Stavanger gegen Talita/Antonelli, in Gstaad gegen Goller/Ludwig und in Klagenfurt gegen ihre Landsfrauen Cunha und Taiana Lima. Gegen Xue und Zhang Xi feierten sie ihren vierten und fünften Turniersieg in Folge. Bei den Åland Open kam es zum gleichen Duell im Endspiel, aber diesmal setzten sich die Chinesinnen durch. Mit einem fünften Platz in Den Haag beendeten Larissa/Juliana die Serie als World Tour Champion. Außerdem wurden sie „Team of the Year“ und Larissa erhielt Auszeichnungen als beste Angreiferin und Zuspielerin.

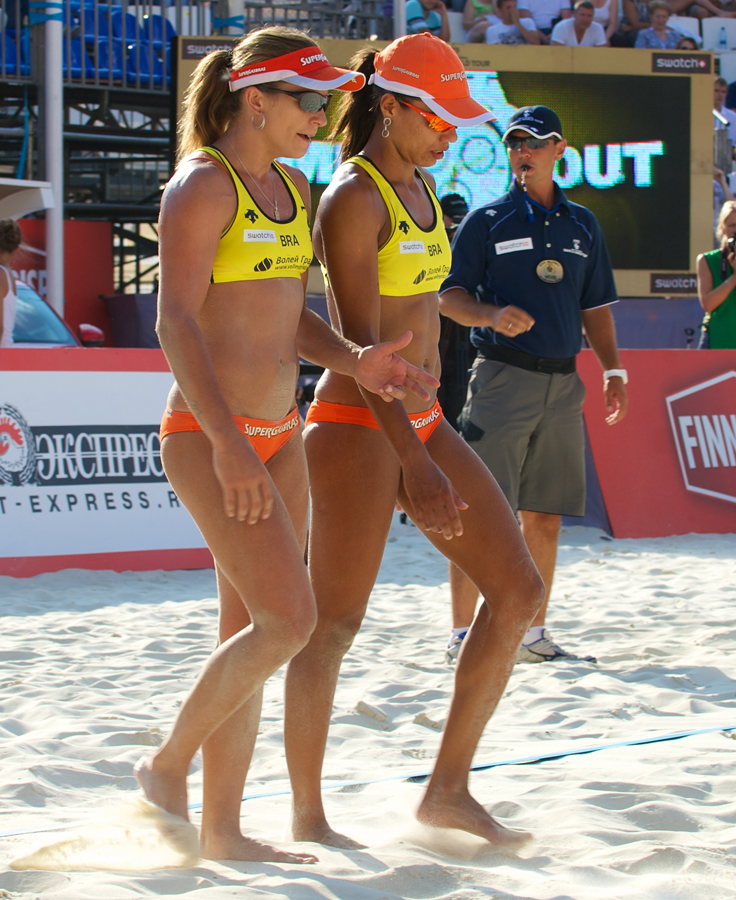
Mit Juliana beim Grand Slam 2011 in Moskau

In die World Tour 2011 starteten Larissa/Juliana mit Turniersiegen in Brasília (gegen Walsh/May-Treanor) und in Sanya (gegen Xue/Zhang Xi). Der Erfolg in der Heimat brachte ihnen die Führung in der historischen Rangliste der FIVB-Turniere. In Shanghai schieden sie im Viertelfinale gegen die österreichischen Schwestern Doris und Stefanie Schwaiger aus. Beim Grand Slam in Peking unterlagen sie in der ersten K.-o.-Runde den Deutschen Holtwick/Semmler und erzielten mit dem 17. Platz ihr schlechtestes Ergebnis in dieser Saison. Bei der anschließenden Weltmeisterschaft in Rom kamen sie ohne Satzverlust ins Viertelfinale und besiegten danach auch die US-Amerikanerinnen Fendrick/Hanson und die Tschechinnen Klapalová/Háječková. Im Finale kam es zum Duell gegen Walsh/May-Treanor. Mit einem 16:14 im Tiebreak wurden Larissa/Juliana erstmals Weltmeister. Nach einem dritten Rang in Stavanger gewannen sie die Grand Slams in Gstaad und Stare Jabłonki und standen im Finale von Moskau. Dann wurden sie Neunte in Klagenfurt und Dritte in Åland. Nach dem Gewinn der Den Haag Open standen sie wieder als World Tour Champion fest. Außerdem gewann Larissa bei den Panamerikanischen Spielen in Guadalajara ihre zweite Goldmedaille. Bei den ersten Turnieren der World Tour 2012 wurden sie Vierte in Brasília, Zweite in Sanya und Dritte in Shanghai. In Peking gewannen sie ihr erstes Finale der Saison. Nach einem dritten Rang in Moskau sowie neunten Plätzen in Rom und Gstaad gelang ihnen dies auch in Berlin. Bei den Olympischen Spielen in London blieben sie bis zum Halbfinale ohne Satzverlust, bevor sie gegen Kessy/Ross verloren. Mit einem Tiebreak-Sieg gegen Zhang Xi und Xue Chen gewannen sie anschließend die Bronzemedaille. Kurz darauf gewannen sie den Grand Slam in Stare Jabłonki und schlossen das Jahr erneut als World Tour Champion und „Team of the Year“ ab. Am Ende des Jahres verkündete Larissa das Ende ihrer Karriere, weil sie sich auf die Familie konzentrieren wollte.
2014 entschied sich Larissa für ein Comeback und kehrte im Juli mit ihrer neuen Partnerin Talita Antunes da Rocha zur World Tour zurück. Nach zwei neunten Plätzen in Den Haag und Long Beach feierten Larissa/Talita beim Grand Slam in Klagenfurt ihren ersten gemeinsamen Sieg bei einem FIVB-Turnier. Sie gewannen auch die Grand Slams in Stare Jabłonki und São Paulo sowie die Paraná Open. Bei der nationalen Tour gelangen ihnen ebenfalls diverse Turniersiege. Auf der World Tour 2015 siegten Larissa/Talita beim Grand Slam in Moskau und beim Poreč Major. In Sankt Petersburg wurden sie Neunte. Bei der WM in den Niederlanden trafen sie im Achtelfinale auf Juliana und Antonelli und schieden mit einer 1:2-Niederlage aus. Nach der WM gewannen sie außer dem Grand Slam von Gstaad alle weiteren Turniere, bei denen sie antreten, einschließlich des World Tour Final in Fort Lauderdale. Damit wurden sie FIVB „Team of the Year“ und Larissa wurde als beste Offensivspielerin ausgezeichnet. Die World Tour 2015/16 begannen Larissa/Talita mit drei Turnieren in ihrem Heimatland. In Maceió und Rio de Janeiro wurden sie jeweils Neunte, bevor sie das Finale der Vitória Open gegen Kerri Walsh und April Ross gewannen. In Moskau gelangen den US-Amerikanerinnen die Revanche. Beim Hamburg Major gab es das Duell im Spiel um den dritten Platz, das die Brasilianerinnen gewannen. Beim Grand Slam in Olsztyn unterlagen Larissa/Talita im Endspiel den Deutschen Ludwig/Walkenhorst. Nach einem neunten Rang in Poreč besiegten sie beim Gstaad Major wieder Walsh/Ross. Für die Olympischen Spiele in Rio de Janeiro waren sie als Team des Gastgebers gesetzt. In der Vorrunde und im Achtelfinale gegen die Deutschen Borger/Büthe blieben sie ohne Satzverlust, bevor sie im Viertelfinale gegen die Schweizerinnen Heidrich/Zumkehr einen gegnerischen Matchball abwehren mussten. Das Halbfinale verloren sie gegen Ludwig/Walkenhorst und das Spiel um Platz drei gegen Walsh/Ross. Auf der World Tour 2017 hatten Larissa/Talita ausnahmslos Top-5-Platzierungen und wurden World Tour Champion. Bei der WM in Wien gewannen sie die Bronzemedaille.
Nach einer dreijährigen Pause startete Larissa mit ihrer Lebenspartnerin Liliane Maestrini, allerdings nur noch bei AVP-Veranstaltungen. Die beiden Südamerikanerinnen wurden Dritte in Manhattan Beach und erreichten das Finale in Chicago, das sie gegen April und Alix verloren. In der folgenden Saison kamen die Lebens- und Beachpartnerinnen ins Viertelfinale von Austin, New Orleans Fort Lauderdale und Chicago, belegten den fünften Platz in Hermosa Beach, erreichten das Finale von Virginia Beach und gewannen die Turniere in Muskegon, Denver und Atlantic City.
2023 wurde Larissa França in die „Volleyball Hall of Fame“ aufgenommen.

## Privates
Larissa heiratete 2013 die Beachvolleyballspielerin Liliane Maestrini.